# Dreikreuzer
Dreikreuzer (auch: Landgroschen oder Kaisergroschen) ist der Name einer in Österreich seit Mitte des 16. Jahrhunderts geprägten, jedoch nicht in den Reichsmünzordnungen genannten Münze. Als Hauptscheidemünze wurde sie besonders im 17. Jahrhundert und hier auch in anderen süddeutschen Staaten zur Bezahlung der Truppen in großen Mengen geschlagen.
Die Prägung zeigte in der Regel das Bild des Fürsten und den Reichsadler oder das jeweilige Landeswappen. Auf einer Seite zeigt der Dreikreuzer die Ziffer 3 in einem Oval.
In Schlesien war der Dreikreuzer auch unter der Bezeichnung „Böhm“ (wohl für „böhmische Groschen“) bekannt. 